# The Life of Riley (serie televisiva 1953)
The Life of Riley è una serie televisiva statunitense in 219 episodi trasmessi per la prima volta nel corso di 6 stagioni dal 1953 al 1958. È il secondo adattamento televisivo della storia originata nel 1944 come programma radiofonico su ABC e quindi dal 1945 su NBC, dove era andata in onda fino al 1951. Protagonista della nuova serie televisiva è l'attore William Bendix, che già lo era stato della serie radiofonica.
Già nel 1948 NBC aveva trasmesso alla televisione, a distanza di una settimana l'uno dall'altro, due episodi pilota basati sulla storia, affidandone il ruolo di protagonisti a due attori diversi, Herb Vigran (il 13 aprile) e Buddy Gray (il 20 aprile). 
Nel 1949 comparve la versione cinematografica con William Bendix come protagonista, seguita nel novembre dello stesso anno da una prima serie televisiva con lo stesso cast di comprimari ma guidata da Jackie Gleason. La serie televisiva ebbe al pari del film un'accoglienza favorevole dal pubblico e dalla critica, ma durò una sola stagione (1949-50) o 26 episodi, per un mancato accordo tra la produzione e lo sponsor. 
Dopo che anche la serie radiofonica ebbe termine nel 1951, tornò d'attualità l'idea di una ripresa televisiva che si concretizzò nel 1953. Ancora una volta il ruolo di protagonista fu affidato a William Bendix con un cast totalmente rinnovato rispetto ai precedenti adattamenti e che ora includeva nei ruoli principali Marjorie Reynolds, Wesley Morgan, Tom D'Andrea e Lugene Sanders. La serie ebbe grande successo per ben 6 stagioni, contribuendo in modo decisivo all'affermarsi alla televisione del genere delle sitcom familiari basate sulle vicende di una famiglia "ordinaria" (padre, madre, figli, amici) con la quale il pubblico potesse facilmente identificarsi.

## Trama
Charles Riley è alle prese con i mille piccoli problemi quotidiani della sua famiglia (moglie, una giovane figlia e un ragazzo adolescente). Riley è un bonaccione ma "specializzato" nel complicare anche i problemi più semplici.

## Produzione
La serie fu prodotta negli Stati Uniti da National Broadcasting Company. Girata presso gli Hal Roach Studios - 8822 Washington Blvd., Culver City, California, USA.

## Distribuzione
Distribuita da National Broadcasting Company, la serie fu trasmessa negli Stati Uniti su NBC dal 4 ottobre 1949 al 28 marzo 1950.

## Episodi
| Stagione         | Episodi | Prima TV USA | Prima TV Italia |
| ---------------- | ------- | ------------ | --------------- |
| Prima stagione   | 26      | 1953         |                 |
| Seconda stagione | 39      | 1953-1954    |                 |
| Terza stagione   | 41      | 1954-1955    |                 |
| Quarta stagione  | 39      | 1955-1956    |                 |
| Quinta stagione  | 39      | 1956-1957    |                 |
| Sesta stagione   | 35      | 1957-1958    |                 |